# Gorni Koriten, Kiustendil
Gorni Koriten (în bulgară Горни Коритен) este un sat în comuna Trekleano, regiunea Kiustendil,  Bulgaria. 

## Demografie
Componența etnică a satului Gorni Koriten
     Bulgari (96%)
     Nicio identificare (4%)
     Altele (0%)
La recensământul din 2011, populația satului Gorni Koriten era de 25 locuitori. Din punct de vedere etnic, majoritatea locuitorilor (96,0%) erau bulgari. Pentru 4,0% din locuitori nu este cunoscută apartenența etnică.